# 錦蘚
錦蘚（学名：Sematophyllum demissum）为錦蘚科錦蘚屬下的一个种。

## 扩展阅读
- 錦蘚的图片 （页面存档备份，存于）